# Tenesor Semidán
Tenesor Semidán, cristianizado como Fernando Guanarteme (c. 1447, Gran Canaria-1496, Tenerife), fue un caudillo aborigen de la isla de Gran Canaria, siendo rey o guanarteme del territorio de Gáldar durante la conquista europea a finales del XV. Después de cristianizado colaboró con los conquistadores castellanos en la pacificación de la isla, y posteriormente participó en las conquistas de La Palma y Tenerife a las órdenes del capitán y futuro adelantado mayor de las islas Canarias Alonso Fernández de Lugo.
Aunque se trata de un personaje histórico que goza de cierta animadversión popular en el archipiélago canario por su papel del lado de los conquistadores, en 2008 el ayuntamiento de Gáldar nombró a Tenesor Semidán Hijo Predilecto del municipio a título póstumo.

## Antroponimia
Tenesor Semidán es el nombre en lengua aborigen que tenía este personaje antes de la llegada de los europeos según el historiador Pedro Agustín del Castillo. En la documentación histórica posterior aparece también con las variantes gráficas Tenesort, Tenezor, Thenesort y Thenezor.
Para el filólogo Ignacio Reyes el nombre Tenesor puede ser traducido como '[tú] precedes (a otros), vas delante, aventajas', mientras que el término Semidán valdría como 'honorable', y según este autor sería una fórmula de tratamiento o cortesía.
Una vez rendido a los castellanos, Tenesor fue bautizado con el nombre de Fernando, tomando el de su padrino del rey Fernando el Católico. El apellido Guanarteme, por su parte, hace referencia al cargo aborigen de rey o gobernante que ostentaba antes de la conquista, que Ignacio Reyes traduce como 'hijo de Artemi' o literalmente 'este (de aquí es) de Artem(i)', y que además aparece con las variantes gráficas Guadarteme, Guadartheme y Guanartheme.
También figura en los documentos de la época con el nombre de Fernando de Agáldar o Gáldar.
Tratamiento de don
Una vez incorporado a la vida castellana, Fernando Guanarteme recibió el tratamiento de don que en la época se reservaba a los nobles y que debía ser concedido por licencia real. Este trato honorífico al ex-guanarteme también se extendió en Tenerife a los menceyes y sus familiares más próximos acabada la conquista.

## Biografía

### Datos personales
Nacimiento y descripción
El autor ilustrado Pedro Agustín del Castillo apunta en su obra Descripción histórica y geográfica de las islas de Canaria, publicada en 1737, que Tenesor Semidán tenía aproximadamente treinta y cinco años en el momento de su captura por los castellanos en 1482, por lo que habría nacido hacia 1447. Asimismo, el autor aporta la siguiente descripción del aspecto y carácter de Tenesor: «Era Thenesort-Semidan príncipe de agradable presencia y magestuosa vista, alto y bien proporcionado en simetría, color claro, barba y cabello negro, fuerte, y suelto en sus movimientos, de ánimo piadoso y guerrero».
Familia y descendencia
Tenesor era hijo de un hermano del guanarteme Egonaiga o Guayasen Semidán, y descendiente de Gumidafe y Atidamana, fundadores de la monarquía en Gran Canaria. Algunos apuntan que el nombre del padre de Tenesor era Tagotrer Semidán o bien Soront o Soronte Semidán.
Tuvo de esposa a Abenchara, quien una vez bautizada tomó el nombre de Juana o Ana Fernández. Tuvieron varios hijos, conociéndose el nombre de algunas de sus hijas: Guayarmina, bautizada como Margarita Fernández Guanarteme y casada con el conquistador Miguel de Trejo Carvajal, y Catalina Fernández Guanarteme, quien formó parte durante un tiempo del séquito de la infanta María de Aragón y casó hasta tres veces. Otros autores apuntan también a una Ana Fernández como hija del guanarteme.
Residencias conocidas
Vivió durante sus años como guanarteme en el territorio de Gáldar, teniendo su cueva-habitación en la zona donde después se levantaría la iglesia de Santiago de los Caballeros o en el conjunto de cuevas próximas llamadas de Facaracas o del Patronato, donde habían residido sus predecesores en el cargo. Cuando fue capturado vivió durante varios meses en la ciudad de Córdoba y después de la conquista de Gran Canaria fijó su residencia en el valle de Guayedra, el cual había pedido a los Reyes Católicos como merced.

### Su vida antes de la conquista de Gran Canaria
Tenesor fue hecho guanarteme de Gáldar por su tío Egonaiga antes de morir, en tanto su hija Masequera, su verdadera heredera, fuera menor de edad. Este hecho debió ocurrir hacia 1476, pues en las crónicas se indica que Egonaiga muere al poco de la huida de su sobrina Tenesoya ocurrida en esa fecha aproximada.
Al poco de su nombramiento como guanarteme, Tenesor tuvo que lidiar con la sublevación del caudillo Doramas, quien se había alzado por el territorio de Telde a la muerte del rey Bentago. La disputa se resolvió finalmente a causa de la llegada en esos momentos de los conquistadores al mando del capitán Juan Rejón, dándole el rey de Gáldar a Doramas el cargo de capitán de la guerra.

### Tenesor durante la conquista
En 1478 Juan Rejón y Juan Bermúdez desembarcaron en la isla al frente de una expedición de tropas castellanas iniciando la conquista de la isla. Tenesor al frente de sus guerreros hará frente a los invasores en los meses siguientes.
La conquista de la isla prosiguió con la muerte del caudillo Doramas en la campaña de Arucas en 1480 o 1481, lo que produjo el debilitamiento de la resistencia aborigen.
Captura y viaje a la Corte de los Reyes Católicos
En 1482 Hernán Peraza el Joven intervino en la conquista de Gran Canaria, donde capturó a Tenesor Semidán, el cual se trasladó a la península ibérica en marzo-abril de 1482, donde se entrevistó con los Reyes Católicos y fue bautizado.
Regreso a Gran Canaria y su papel como pacificador
Fernando Guanarteme regresó a Gran Canaria en octubre dejando a su esposa embarazada en la península. En la isla algunos grupos de rebeldes liderados por Bentejuí se refugian en las cumbres y mantienen viva la resistencia.
Fernando Guanarteme se reunió con ellos para tratar de convencerlos de que cesaran en la rebelión: el 29 de abril de 1483, conversa con Bentejuí en la fortaleza de Ansite. Tras la reunión, Guayarmina baja y se entrega, mientras que Bentejuí y el sacerdote-consejero o faycán de Telde se suicidan, despeñándose.
Tras la finalización de la conquista de Gran Canaria, Fernando Guanarteme regresó a la península ibérica y recogió a su mujer e hija en agosto de 1483 para volver a su isla.
Finalizada y pacificada la isla, los reyes conceden a Guanarteme que pueda vivir en su antiguo dominio de Gáldar con cuarenta de sus parientes. No obstante, en 1490 o 1491 el cabildo de la isla advierte a la Corona del peligro de este grupo, que en pocos años había ascendido al número de ciento cincuenta, siendo deportados muchos de ellos por orden regia poco después.

### Conquistador de La Palma y Tenerife
Cuando Alonso Fernández de Lugo obtiene las capitulaciones para las conquistas de La Palma y Tenerife solicitó una carta de los reyes para que Fernando Guanarteme se incorporara a las operaciones. Este aceptó de buen grado la empresa, dada su amistad y lealtad a Lugo.
Guanarteme acudirá acompañado por cuarenta de sus familiares, entre los que se encontraban antiguos guayres o capitanes, como Maninidra o Autindana. Por esta razón, Tenesor Semidán es un personaje histórico que goza de la animadversión o de la admiración de algunos de los actuales canarios. Pasando a la tradición posterior bien como traidor por antonomasia de su tierra y su cultura o bien como héroe conciliador entre el pasado anterior a la invasión y la realidad de la inminente absorción europea que llegaba imparable.

### Fallecimiento y restos

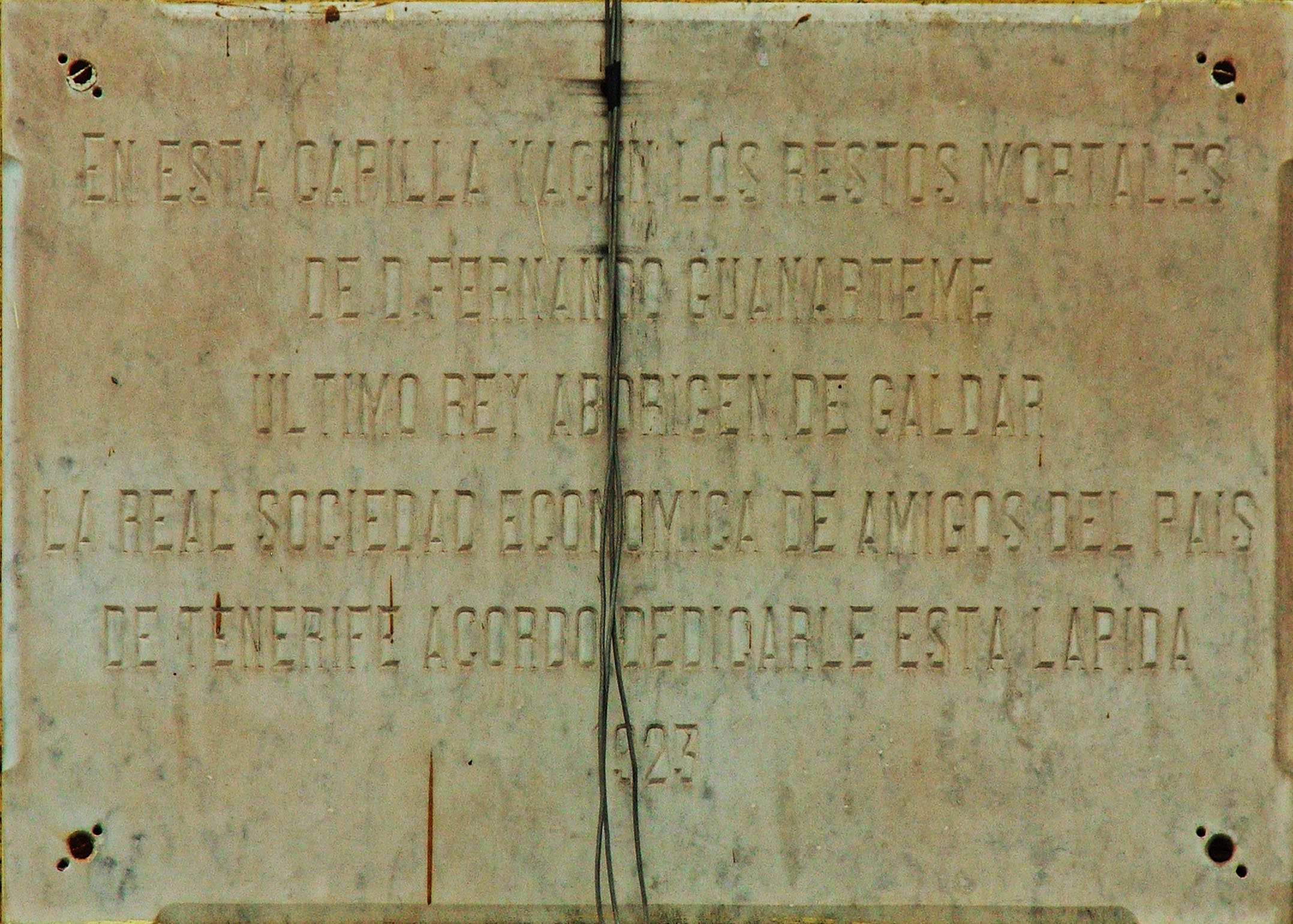
Placa conmemorativa en la capilla de San Cristóbal en la ciudad de La Laguna.

Fernando Guanarteme murió en Tenerife hacia 1496 poco después de finalizada la conquista de esta isla, apuntando algunas crónicas que pudo ser envenenado, mientras otras dicen que murió a causa de fiebres palúdicas o cuartanas.
Su hija Guayarmina, en una información de méritos solicitada por ella en 1526, dice al respecto de la muerte de su padre:

...el dicho D. Fernando, de los trabajos que padeció en la conquista de ellas [La Palma y Tenerife] adoleció en tiempo que estaba de partida para la Corte de sus Majestades, y de la dolencia falleció de la presente vida pobre y necesitado...

Fue sepultado según la tradición en la ermita de san Cristóbal de la ciudad de La Laguna, aunque otros autores consideran que debió ser enterrado en la primitiva iglesia de Nuestra Señora de la Concepción de dicha ciudad.
Los restos de Tenesor Semidan han sido protagonistas de polémica. En 1967 el ayuntamiento de Gáldar elaboró un proyecto para pedir al Obispado de Tenerife la exhumación y traslado de los restos de Tenesor a Gran Canaria. Esta idea ha sido retomada en décadas posteriores por el Instituto Canario de Estudios Históricos «Rey Fernando Guanarteme», por el Cabildo Insular de Gran Canaria y más recientemente por la Asociación Cívico Cultural La Solana-El Plátano.